# Bellezas de Gerona
Bellezas de Gerona és una obra del fotògraf Joan Martí i Centelles, publicada l'any 1877, que recull fotografies –fetes pel fotògraf– de carrers, edificis i monuments destacats de la ciutat de Girona.

## Història

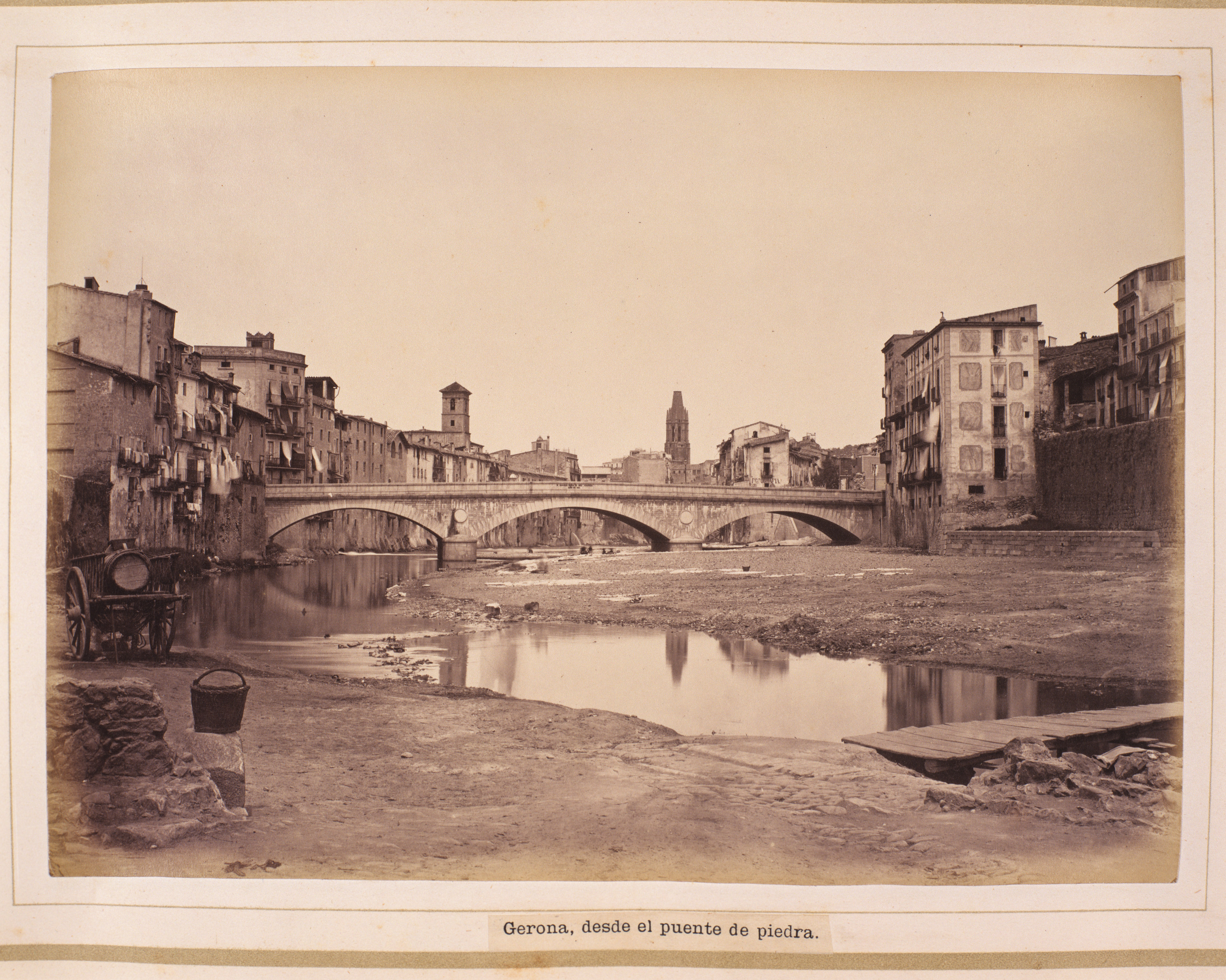
Vista del riu Onyar, el pont de Pedra i els campanars de l'església de les Bernardes i de Sant Feliu, a la ciutat de Girona; 1877. Autor: Joan Martí i Centelles. (Col·lecció Ajuntament de Girona. CRDI.)

Joan Martí i Centelles fou l'autor de tres àlbums d'imatges, que compten amb un gran reconeixement en la història de la fotografia a Catalunya. Editades per l'enquadernador Pere Vives Llorens, van ser publicades sota els noms Bellezas de Barcelona, Bellezas de Montserrat i Bellezas de Gerona.
Per aquest últim, Joan Martí romangué a la ciutat de Girona, com a resultat d'un encàrrec del Capítol de la Catedral de Girona, entre els mesos de desembre de 1876 i el maig de 1877. L'obra, que constà de 50 làmines en paper a l'albúmina, representà un magnífic mostrari de monuments i arquitectura de l'època. A més, fou presentada a l'Exposició Universal de París de l'any 1878, on hi obtingué una medalla.

## Llegat
L'any 1982, es realitzà una exposició fotogràfica a les Sales Municipals de la Rambla de la Llibertat, a proposta del fotògraf i col·leccionista Emili Massanas. Es tractà de la troballa que havia fet de les Bellezas de Gerona, que s'edità per fires de 1877. La mostra comptà amb fotografies del fotògraf Joan Martí de diverses vistes de Girona i estigué completada amb fotografies de les mateixes vistes, però preses en aquell moment.
El 19 de juny de 2008, s'inaugurà al Museu d'Història de Girona, una exposició sota el títol Retrat de Girona, 1877. Joan Martí i les fotografies de Bellezas. La mostra fou comissariada per Joan Boadas i David Iglesias. El cos central de l'exposició estigué marcat per les imatges de l'àlbum realitzat per Joan Martí, amb els principals elements de Girona monumental i fortificada; però, també, es van poder veure reculls de Bellezas de la ciutat de Barcelona i de Montserrat. A més, la mostra inclogué la publicació d'un llibre catàleg, editat per Rigau Editors, que fou el primer volum de la Col·lecció Girona Fotògrafs, iniciada des del Servei de Gestió Documental, Arxius i Publicacions (SGDAP) de l'Ajuntament de Girona, amb l'objectiu de recuperar i posar en valor l’obra de fotògrafs gironins o amb una producció fotogràfica vinculada a Girona.